# Paweł Podczaski
Paweł Podczaski (ur. 27 maja 1963) – polski prawnik, samorządowiec, ostatni wojewoda suwalski.

## Życiorys
Studiował w Instytucie Wyższej Kultury Religijnej KUL z siedzibą w Suwałkach, ukończył następnie prawo w białostockiej Filii Uniwersytetu Warszawskiego. Pracował m.in. w Polskich Kolejach Państwowych. Odbył aplikację sędziowską, uzyskał też uprawnienia radcy prawnego, podejmując pracę w tym zawodzie.
W połowie lat 90. prowadził obsługę prawną NSZZ „Solidarność” w Ełku. W 1998 sprawował urząd wojewody suwalskiego, ostatniego w historii tego województwa. Po jego likwidacji wrócił do działalności radcy prawnego.
Od 1998 do 2002 zasiadał z ramienia Akcji Wyborczej Solidarność w sejmiku warmińsko-mazurskiego I kadencji, pełniąc funkcję wiceprzewodniczącego. W 2001 przez kilka miesięcy był prezesem zarządu Fabryki Sklejka Pisz.